# Литвин, Михаил Иосифович
Михаи́л Ио́сифович Литви́н (1892, Забайкальская область — 12 ноября 1938, Ленинград) — сотрудник НКВД СССР, начальник секретно-политического отдела ГУГБ НКВД СССР, начальник УНКВД по Ленинградской области, комиссар государственной безопасности 3-го ранга (20.01.1938). Входил в состав особой тройки НКВД СССР.

## Биография
Литвин родился в бедной еврейской семье.
В 1916—1917 годах служил в царской армии. Вступил в РСДРП(б) в 1917 году.
В 1917—1918 годах — председатель заводского комитета Союза печатников, в Енисейском губернском СНХ, комиссар типографии (Красноярск). Был арестован белыми, сидел в тюрьме.
В 1919—1920 годах находился на подпольной работе (Красноярск, Хабаровск).
В 1921—1922 годах — военком полков, военком фронта, начальник Особого отдела.
В 1922—1923 годах — ответственный секретарь Дальневосточного бюро ВЦСПС.
В 1923—1926 годах — председатель Орловского губернского совета профсоюзов.
В 1926—1929 годах — председатель Казахстанского краевого совета профсоюзов.
В 1929—1930 годах — председатель Среднеазиатского бюро ВЦСПС.
В 1930—1933 годах — заведующий Распределительным бюро Среднеазиатского бюро ЦК ВКП(б), заместитель заведующего Сектором планово-финансовых кадров Распределительного отдела ЦК ВКП(б), заведующий Сектором планово-финансовых кадров Распределительного отдела ЦК ВКП(б), заместитель заведующего Распределительным отделом ЦК ВКП(б).
В 1933—1934 годах — заведующий Отделом кадров ЦК КП(б) Украины.
В 1933—1937 годах — член ЦК КП(б) Украины. В 1933—1934 годах — кандидат, в 1934—1937 годах — член Оргбюро ЦК КП(б) Украины.
В 1934—1935 годах — заведующий Промышленно-транспортным отделом ЦК КП(б) Украины.
В 1935—1936 годах — заведующий Сельскохозяйственным отделом ЦК КП(б) Украины, 2-й секретарь Харьковского обкома КП(б) Украины.
С октябрь 1936 по май 1937 — начальник Отдела кадров ГУГБ НКВД — НКВД СССР. Депутат Верховного Совета СССР 1 созыва.

## Большой террор
В 1937—1938 годах Литвин занимал должность начальника IV (Секретно-политического) отдела ГУГБ НКВД СССР, в мае—июне 1937 года подписывал сталинские расстрельные списки.
С 20 января 1938 года — начальник Управления НКВД по Ленинградской области. Этот период отмечен вхождением в состав особой тройки, созданной по приказу НКВД СССР от 30 июля 1937 года № 00447 и активным участием в сталинских репрессиях.
За 1938 год в Ленинграде было расстреляно 20 769 человек. У ленинградских чекистов появилась мрачная шутка: «При Заковском были цветочки, а при Литвине — ягодки».

## Самоубийство
Ежов предполагал назначить Литвина своим первым заместителем и начальником ГУГБ НКВД СССР, но 22 августа 1938 года Сталин провёл на этот пост Берию. С этого момента карьера Ежова пошла под уклон. Осенью 1938 года, как ближайший ставленник Ежова, Литвин попал под удар.
По показаниям Успенского, ещё летом 1938 Ежов и его приближённые почувствовали опасность. Когда в начале августа 1938-го Успенский и Литвин были у Ежова на даче, он им сказал: «Нужно прятать концы в воду. Нужно в ускоренном порядке закончить все следственные дела, чтобы нельзя было разобраться». По словам Успенского, Литвин заметил: «Если не удастся всё скрыть, придётся перестреляться. Если я увижу, что дела плохи, — застрелюсь». Успенский же в этот момент, как он признал позднее, задумал побег.
В доносе начальника УНКВД Ивановской области В. П. Журавлёва, адресованном лично Сталину, Литвин назывался в числе сотрудников НКВД, покрывавших «врагов народа», в частности П. П. Постышева. После дневного телефонного разговора с Ежовым Литвин вечером должен был выехать в Москву. 12 ноября 1938 года за час до отхода поезда он застрелился у себя на квартире. Этот факт в НКВД пытались скрыть: Литвин был похоронен тайно. Официальный приказ о снятии с должности издан 14 ноября.
10 января 1939 года был упомянут в письме ЦК ВКП(б) региональному партийному руководству, наркомам внутренних дел, начальникам УНКВД о необходимости пыток: «Опыт показал, что такая установка [на меры физического воздействия] дала свои результаты, намного ускорив дело разоблачения врагов народа. Правда, впоследствии на практике метод физического воздействия был изгажен мерзавцами Заковским, Литвиным, Успенским и другими, ибо они превратили его из исключения в правило и стали применять его к случайно арестованным честным людям, за что они понесли должную кару».

## Звания
- 22 декабря 1936 года — старший майор государственной безопасности;
- 20 января 1938 года — комиссар государственной безопасности 3-го ранга.

## Награды
- Орден Ленина (22 июля 1937);
- Медаль «XX лет РККА» (22 февраля 1938);
- Знак «Почётный работник ВЧК—ГПУ (XV)» (9 мая 1938).